# Zigeuner-Anhaltelager Lackenbach
Das Zigeuner-Anhaltelager Lackenbach im Burgenland diente der Gefangensetzung und Ausbeutung von Roma durch Zwangsarbeit. Es wurde im November 1940 bei oder auf dem „Schaflerhof“, Lackenbach, einem ehemaligen esterházyschen Gutshof, 15 Kilometer westlich von Deutschkreutz eingerichtet und unterstand der Kriminalpolizeileitstelle, von der auch die Beamten der Lagerverwaltung gestellt wurden. Der Höchststand an Häftlingen in dem Lager betrug über 2300 Personen. Wie in allen Lagern dieser Art kam es hier zu extrem unmenschlicher Behandlung; sanitäre Einrichtungen existierten für die Häftlinge praktisch nicht. Von hier wurden Roma in Konzentrationslager, andere Sammellager (Ghettos) oder Vernichtungslager deportiert. Eine Freilassung war nicht beabsichtigt.

## Lagerleitung
Der erste Lagerleiter in Lackenbach war SS-Untersturmführer Hans Kollross, der im Jänner 1942 an Fleckfieber starb. Ihm folgte SS-Obersturmführer Franz Langmüller (1948 wegen Verbrechens der Quälerei und Misshandlung sowie des Verbrechens gegen die Menschlichkeit und die Menschenwürde zu einem Jahr schweren Kerkers verurteilt, aber nach zweieinhalb Monaten entlassen) und ab 1. September 1942 SS-Obersturmführer Fritz Eckschlag, der ein Jahr später von SS-Untersturmführer Julius Brunner abgelöst wurde.

## Ort
Das Lager befand sich auf dem Areal des Schaflerhofes an der Ostseite von Lackenbach (und nicht im Meierhof neben dem Schloss). Das Gebiet wurde mit einer Barackensiedlung bebaut und ist in Karten als „Hasenbergg“ gekennzeichnet. Das Lager reichte vom heutigen Mahnmal bis zum Friedhof. Vom einstigen Gutshof und den Lager-Baracken ist keine Spur geblieben, das Areal wird heute teilweise als Siedlungsgebiet genutzt.

## „Zigeuner-Anhaltelager“ – „Konzentrationslager“
Trotz der in Österreich andernorts verwendeten Bezeichnung „Anhaltelager“ zur Zeit des Austrofaschismus (1932–1938), die zumeist einen graduellen Unterschied zu den nationalsozialistischen Konzentrationslagern markiert, entsprachen die Bedingungen im Lager Lackenbach jenen der KZs. Im Lager Lackenbach mussten die Häftlinge ihren Unterhalt durch Zwangsarbeit, vergleichbar den KZs, selbst bestreiten und dabei auch die nicht arbeitsfähigen Insassen miterhalten. Viele hier gefangen gehaltene Personen wurden in andere Konzentrationslager deportiert und dort ermordet. Bereits bei der Lagergründung beabsichtigte die SS, es als Teil des Porajmos, des systematischen Völkermords der Nationalsozialisten an Roma und Sinti, zu nutzen. Dennoch wurden den ehemaligen Häftlingen die ihnen zustehenden Entschädigungszahlungen von Österreich bis weit in die 1980er Jahre mit der Erklärung verwehrt, dass es sich bei dem Lager nur um eine präventivpolizeiliche Maßnahme zur „vorbeugenden Verbrechensbekämpfung“ gehandelt habe.
Ein Teil des Lagers diente auch als Sammellager für jüdische österreichische Häftlinge.

## Lebensbedingungen
Schon bald nach dem „Anschluss“ wurden österreichische Roma und Sinti gefangen genommen und in verschiedene Konzentrationslager, in weiterer Folge auch in Arbeitslager in Österreich eingewiesen. Das Lager Lackenbach war das größte dieser Lager und wurde am 23. November 1940 eingerichtet. Die Zahl der Inhaftierten schwankte normalerweise zwischen 200 und 900. Ein Drittel davon waren Kinder. Durch Masseneinweisungen ab dem Frühjahr 1941 stieg die Zahl bis auf etwa 2000; der Höchststand wurde am 1. November 1941 mit 2335 Personen erreicht.
Die Häftlinge waren in ehemaligen Ställen und Scheunen auf Strohlagern untergebracht. Es gab zu wenig Wasser und keine sanitären Einrichtungen. Als im Winter 1941/42 eine Fleckfieberepidemie ausbrach, überließ man die Häftlinge ihrem Schicksal; es gab keine medizinische Versorgung, das Lager wurde von außen gesperrt und auch jene Häftlinge, die außerhalb des Lagers Zwangsarbeit leisten mussten, wurden zurückgebracht und der Ansteckung ausgesetzt. Bei Versuchen zu flüchten galt Schießbefehl. Zu den Todesopfern des Typhus gehörte auch der Lagerleiter Kollross. Auch eine Fleckfieberepidemie im Jahr 1942 forderte zahlreiche Opfer. Insgesamt starben zwischen 1940 und 1945 237 Personen im Lager. Erst nach den Epidemien wurden Wohnungs- und Sanitätsbaracken sowie sanitäre Einrichtungen gebaut.
Etwas bessere Bedingungen hatten jene Familien, die mit ihren Wohnwagen eingewiesen worden waren und weiter darin wohnen durften.
Schon geringfügige Verstöße gegen die Lagerordnung (etwa gegen Rauch- oder Sprechverbote) zogen drakonische Strafen wie Prügelstrafe, Appellstehen, schwere Strafarbeit, Essensentzug, Einzelhaft oder die Einweisung in ein Konzentrationslager nach sich. Erst unter den Lagerleitern Eckschlag und Brunner besserte sich die Lage der Insassen durch Abschaffung der Prügelstrafe leicht.
Bei Befreiung des Lagers durch die Rote Armee im April 1945 lebten dort noch 300 bis 400 Häftlinge. Die Lagerleitung hatte sich abgesetzt und die Inhaftierten zurückgelassen, denen dadurch ein Evakuierungsmarsch mit vielen Todesopfern erspart blieb.

## Zwangsarbeit
Anfangs arbeiteten die Häftlinge im Lager, auf den lagereigenen Feldern oder in einem Sägewerk. Durch den kriegsbedingten Arbeitskräftemangel wurden sie verstärkt außerhalb des Lagers eingesetzt, so etwa beim Reichsautobahnbau, beim Straßenbau, beim Regulieren von Bächen, beim Wehrbau, in Ziegeleien, in Mühlen, in Fabriken, in Wirtshäusern und auf Bauernhöfen und auch bei der Errichtung der Radarstellung „Selma“ auf dem Sonnenberg bei Hornstein, der höchsten Erhebung des Leithagebirges, bestehend aus drei Ortungsgeräten der Typen FuMG 401A-LZ „Freya“ und vier bis fünf „Y-Peilern“ (über 20 Meter hohe Türme zum Anpeilen von Flugzeugen). Kinder und Jugendliche „vergab“ man an Guts- und Forstbetriebe. Die Häftlinge mussten acht bis elf Stunden am Tag arbeiten und erhielten dafür 10 % ihres Lohnes (zirka 5 bis 10 Reichsmark) als Taschengeld; der Rest ging in die Lagerkasse. Da die Arbeitskraft wichtig war, waren besonders Alte und Kinder von Deportationen bedroht.

## Todesopfer, Gedenken

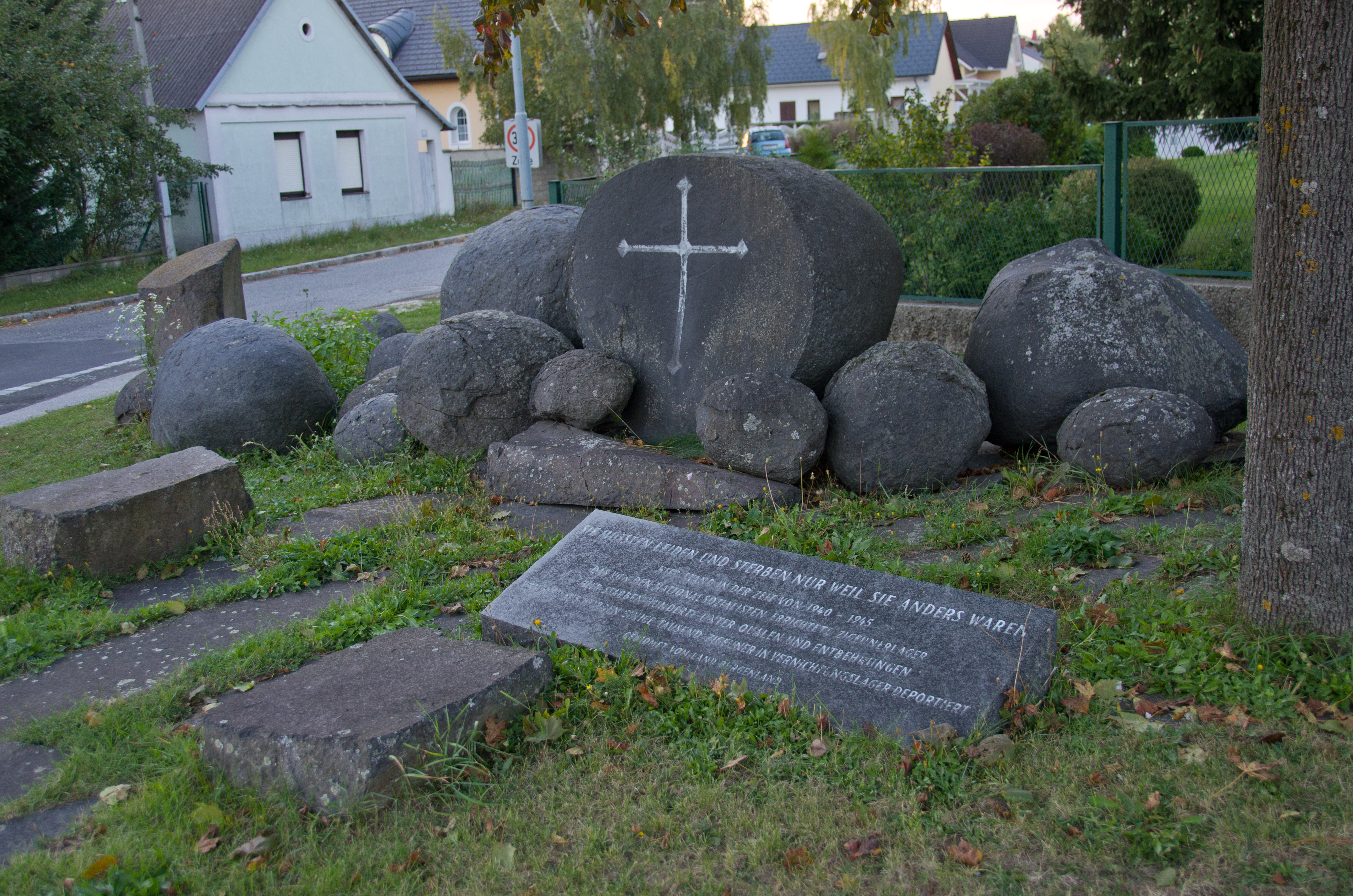
Mahnmal für die Opfer des Lagers in Lackenbach

Ende 1941 wurden erstmals 2000 Lagerinsassen (vor allem nicht arbeitsfähige) in das Ghetto Litzmannstadt und ab 1943 auch in das „Zigeunerlager Auschwitz“ im KZ Auschwitz-Birkenau deportiert.  35 bis 40 Kinder wurden im Lager selbst mit vergifteter Milch ermordet.
Ein Findling, etwa am ehemaligen Eingang des Lagers, dient als Mahnmal.
Zu den sechs Überlebenden zählten Rudolf Sarközi, später Obmann des Kulturvereins österreichischer Roma, Karl Stojka und Ceija Stojka.